# Desperadospitsmuis
De desperadospitsmuis (Crocidura desperata)  is een zoogdier uit de familie van de spitsmuizen (Soricidae). De wetenschappelijke naam van de soort werd voor het eerst geldig gepubliceerd door Hutterer, Jenkins & Verheyen in 1991.